# Бакари Коне
Бакарѝ Конѐ (на френски: Bakari Koné, прякор Бакѝ) е футболист от Кот д'Ивоар, нападател. Бакари Коне е по-голям брат на котдивоарския футболист-национал Аруна Коне.

## Клубна кариера
Започва професионалната си кариерата в родния АСЕК (Абиджан) през 2001 г. От 2002 г. играе в катарския Ал Гарафа Доха. От 2003 играе във френския ФК Лориан. От 2005 г. е играч на френския ОЖК Ница. През лятото на 2008 г. преминава в Олимпик Марсилия. При дебютния си мач отбелязва първия гол за Олимпик Марсилия за сезон 2008 – 2009 г. на 9 август 2008 г. срещу ФК Стад Рене.

## Кариера в националния отбор
През 2004 г. дебютира в националния отбор на своята страна. Участва на Световното първенство по футбол през 2006 г. в Германия. Участва на финалите за Африканската купа на нациите през 2006 и 2001.